# Jannik Sønderby
Jannik Sønderby Christensen (født 29. maj 1974) er en tidligere dansk top ishockeyspiller, der spillede som forward med venstrefatning. Han startede sin karriere i Esbjerg, hvor det blev til 5 sæsoner på førsteholdet inden han i 1997 flyttede til Rødovre Mighty Bulls. I Esbjerg-tiden vandt Jannik 2 guldmedaljer og 3 sølvmedaljer. I sæsonen 96/97 fik Jannik Sønderby også sin officielle landsholdsdebut, men det blev desværre kun til ganske få kampe. I Rødovre opnåede Sønderby at blive udnævnt til anfører for holdet. Holdet vandt en guld og en sølv medalje med Sønderby i klubben. Her spillede han indtil 2004, hvor han skiftede til Herlev. Sønderby spillede en enkelt sæson i Herlev, inden han sluttede sin karriere med to sæsoner i Hvidovre.
Sønderby var med til flere juniorverdensmesterskaber og var med til en enkelt seniorslutrunde, B-VM i 1997.
Totalt set spillede Sønderby 545 kampe med 186 mål og 192 assists til følge.
I dag arbejder Sønderby som folkeskolelærer på Herstedøster Skole i Albertslund, men kan også ses som vært på Rødovre Mighty Bulls' web-TV, mightybulls.tv. Er desuden speaker på kampe fra Metalligaen på Metalligaen.tv